# Theridion convexellum
Theridion convexellum är en spindelart som beskrevs av Roewer 1942. Theridion convexellum ingår i släktet Theridion och familjen klotspindlar. Inga underarter finns listade i Catalogue of Life.